# Robert Alexander Nisbet
Robert Alexander Nisbet (Los Angeles, 1913 — Washington, 1996) va ser un sociòleg estatunidenc.
Va ser professor de sociologia a la Universitat de Califòrnia on s'ocupà principalment de la sociologia de les comunitats associada al l'autoritat i al poder polític.

## Obres
- Contemporary Social Problems and Introduction to the Sociology of Deviant Behavior and Social Disorganization (coautor, 1961)
- The Sociological Tradition (1967)
- Social Change and History: Aspects of the Western Theory of Development (1970)
- The Twilight of Authority (1975)
- Conservatism Dream and Reality (1986)